# Zai
El zai és una llengua etiòpica parlada per uns 5.000 membres del poble zai a la zona del llac Zwai, al sud d'Etiòpia.
Pel que respecta a la nomenclatura, zwai és un topònim que es refereix tant al llac com a la ciutat, mentre que zai és l'etnònim i, alhora, l'apel·latiu comú de la llengua, que rep també el nom de zayiñña (amb el típic sufix -iñña). Existeixen, a més, els exoglotònims lak'i i lak'iñña, utilitzats pels oromos i per altres comunitats no zai (Gardner i Siebert 2001: 5).
La consciència dels parlants reconeix una sola varietat lingüística sense fragmentació dialectal (Gardner i Siebert 2001: 5).

## Correspondències lèxiques entre el zai i d'altres llengües etiòpiques
El zai comparteix un 60 per cent del seu vocabulari amb el harari i un 59 per cent amb el silt'e segons una recerca duta a terme l'any 1994 (Gardner i Siebert 2001: 12), mentre que les dades de M. L. Bender (1971) palesen percentatges superiors: 61 per cent respecte del harari i 70 per cent pel que fa al silt’e. Aquestes diferències podrien derivar-se de les circumstàncies específiques de les enquestes dutes a terme: mentre que els 320 ítems lèxics fornits per Bender van ser recollits arreu de l'àrea de la llengua, la llista del S.L.L.E., molt més reduïda (98 mots) es compilà 23 anys més tard en una àrea (Herera Mendoio) en què el volum dels manlleus a l'oromo no ha cessat de créixer (Gardner i Siebert 2001: 12).